# Gassan
Gassan é um filme de drama japonês de 1979 dirigido e escrito por Tetsutaro Murano. Foi selecionado como representante do Japão à edição do Oscar 2000, organizada pela Academia de Artes e Ciências Cinematográficas.

## Elenco
- Hisashi Igawa - Iwazo
- Yūko Katagiri - Kayo
- Atsuko Kawaguchi - esposa
- Chōichirō Kawarazaki - Karasu
- Kin Sugai - Kane
- Chikako Yuri - Fumiko
- Yūsuke Takita - Tasuke